# Grahovčići
Grahovčići su naseljeno mjesto u općini Travnik, Federacija Bosne i Hercegovine, BiH.

## Zemljopis
Nalazi se na samoj granici općine Travnik sa Zenicom, sjeveroistočno od Travnika.
U blizini se nalazi kopovsko jezero Grahovčići, nastalo na površinskom rudarskom kopu.

## Povijest
Mjesto je teško stradalo u bošnjačko-hrvatskom sukobu. Kao i ostala mjesta župe Brajkovići i Grahovčići su do temelja porušeni tijekom 1993., a stanovništvo je protjerano. Otvaranjem podzemnih kopova rudnika Abid Lolić ispod sela koji su bili zabranjeni prije rata, dovela su do pucanja zidova obnovljenih kuća čime je i tako opstruiran povratak protjeranih Hrvata.

## Stanovništvo

### Popisi 1971. – 1991.
| Grahovčići         |                |                |                |
| godina popisa      | 1991.          | 1981.          | 1971.          |
| Hrvati             | 1.201 (98,84%) | 1.187 (97,29%) | 1.115 (99,64%) |
| Srbi               | 5 (0,41%)      | 0              | 4 (0,35%)      |
| Muslimani          | 0              | 0              | 0              |
| Jugoslaveni        | 5 (0,41%)      | 30 (2,45%)     | 0              |
| ostali i nepoznato | 4 (0,32%)      | 3 (0,24%)      | 0              |
| ukupno             | 1.215          | 1.220          | 1.119          |

### Popis 2013.
| Grahovčići         |              |
| godina popisa      | 2013.        |
| Hrvati             | 402 (99,75%) |
| Bošnjaci           | 1 (0,25%)    |
| Srbi               | 0            |
| ostali i nepoznato | 0            |
| ukupno             | 403          |

## Galerija slika
- Jezero kop Grahovčići
- Stećak na katoličkom groblju
- Stećak na katoličkom groblju
- Stećak na katoličkom groblju
- Spomenik žrtvama ustanka protiv Turaka iz 1875.